# Zimowit

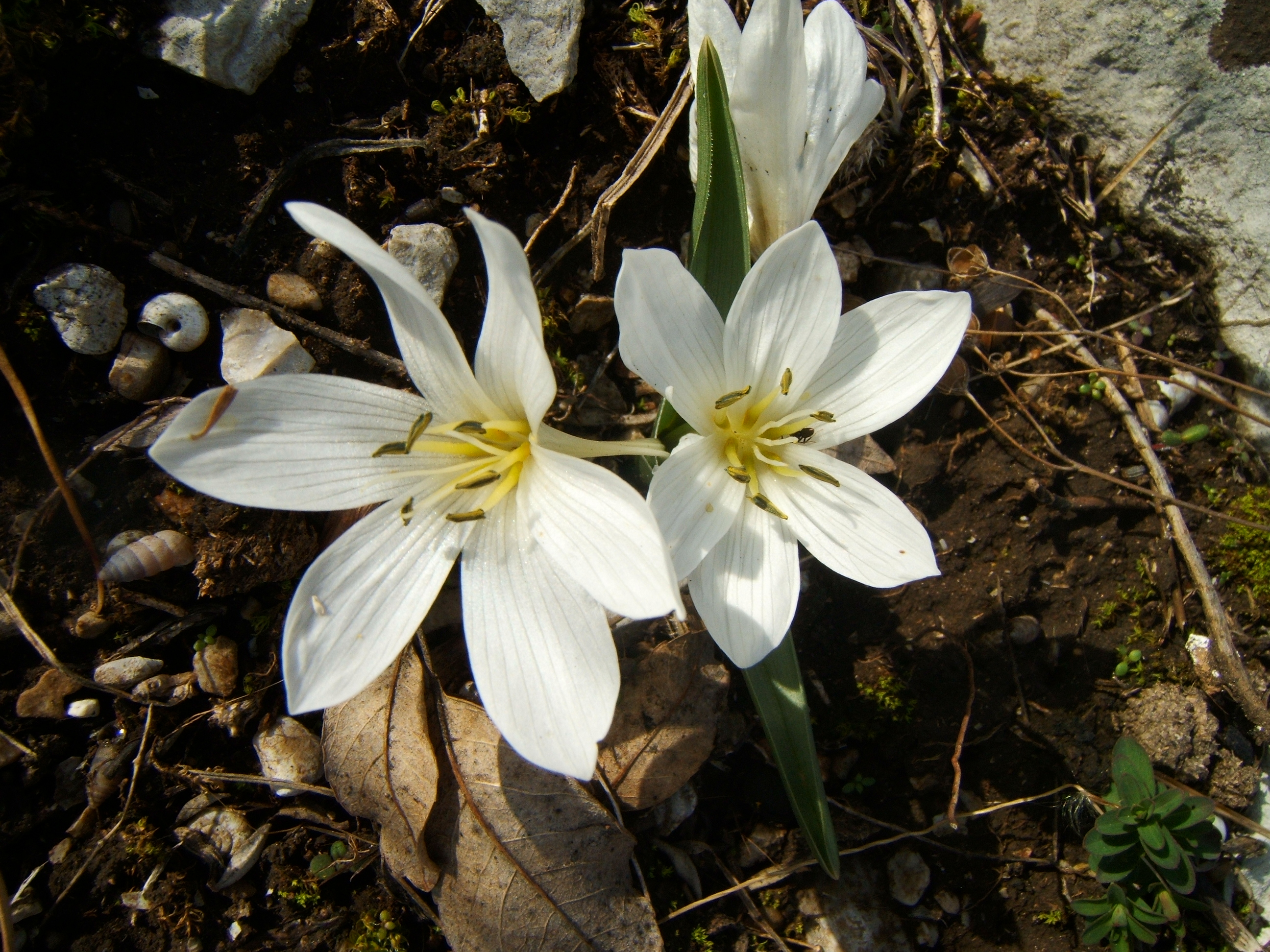
Colchicum hungaricum

Zimowit (Colchicum L.) – rodzaj roślin z rodziny zimowitowatych (Colchicaceae). Obejmuje ponad 100 gatunków. Jego centrum zróżnicowania jest zachodnia Azja i wybrzeża Morza Śródziemnego. Jedynym gatunkiem występującym naturalnie w Polsce jest zimowit jesienny C. autumnale.

## Biologia i ekologia
Liście, bulwy i nasiona zawierają alkaloid kolchicynę, która w nawet małych ilościach jest trująca.

## Systematyka

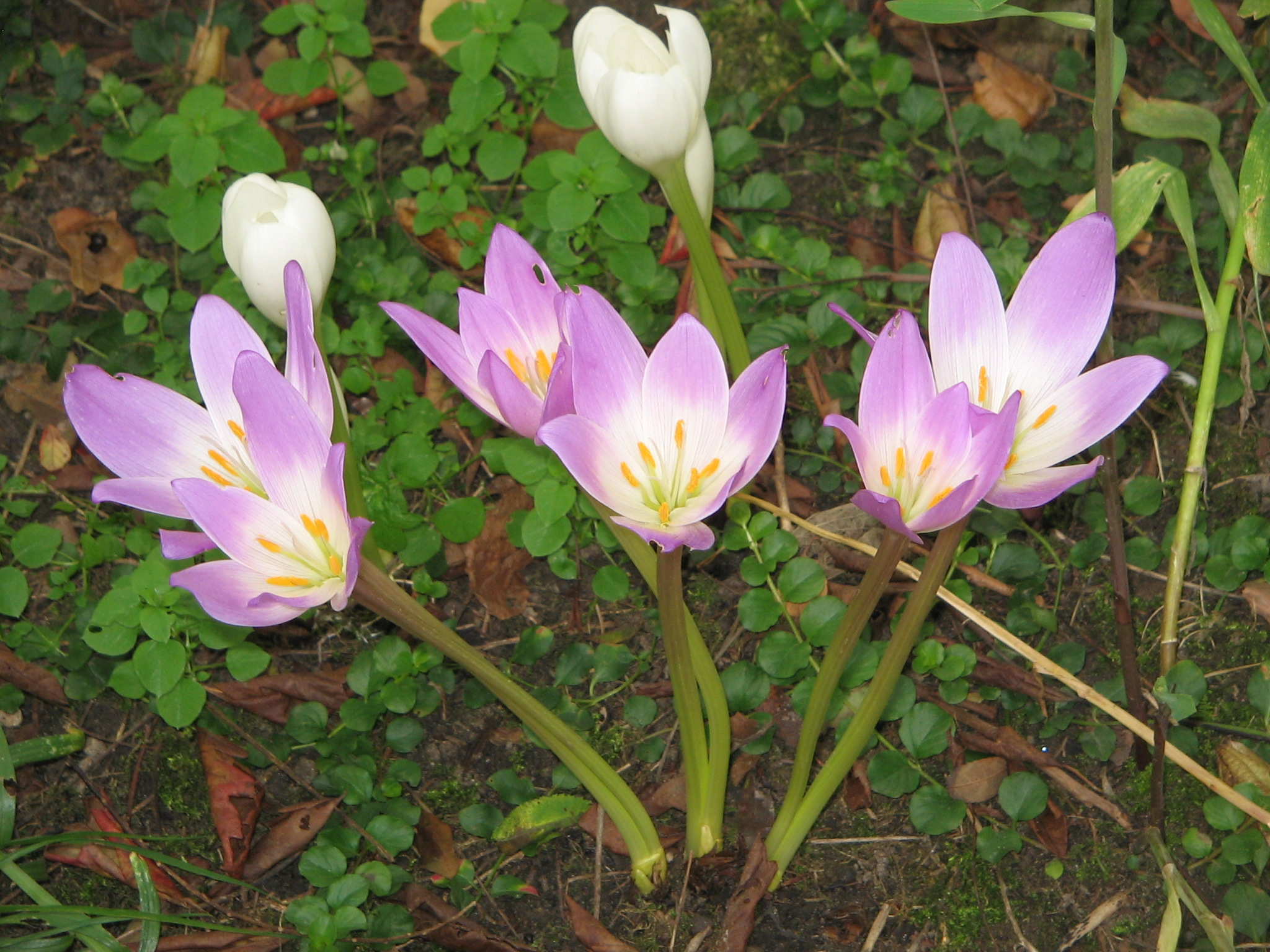
Colchicum speciosum

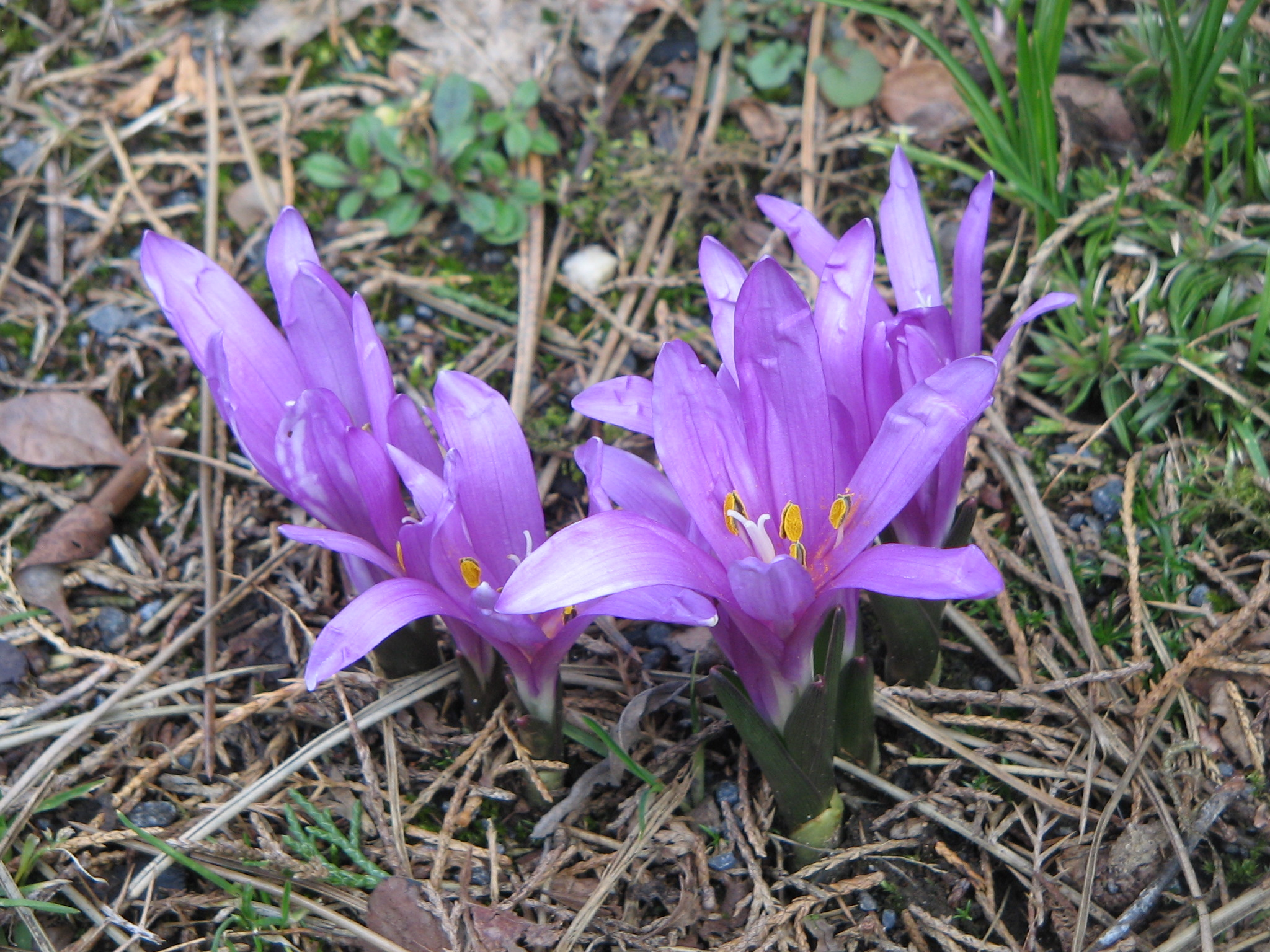
Colchicum bulbocodium

Pozycja systematyczna według Angiosperm Phylogeny Website (aktualizowany system APG IV z 2016)
Jeden z kilku rodzajów w podrodzinie Colchiceae w rodzinie zimowitowatych (Colchicaceae), która należy do rzędu liliowców (Liliales).
Pozycja systematyczna w systemie Reveala (1994–1999)
Gromada okrytonasienne (Magnoliophyta Cronquist), podgromada Magnoliophytina Frohne & U. Jensen ex Reveal, klasa jednoliścienne (Liliopsida Brongn.), podklasa liliowe (Liliidae J.H. Schaffn.), nadrząd Lilianae Takht., rząd zimowitowce (Colchicales Dumort.), rodzina zimowitowate (Colchicaceae DC. in Lam. & DC.Barnh.), podrodzina  Colchicoideae Burmeist., plemię Colchiceae T. Nees & C.H. Eberm. ex Endl., rodzaj zimowit (Colchicum L.).
Wykaz gatunków
- Colchicum alpinum DC. – zimowit alpejski
- Colchicum androcymbioides (Valdés) K.Perss.
- Colchicum antepense K.Perss.
- Colchicum antilibanoticum Gomb.
- Colchicum arenarium Waldst. & Kit. – zimowit piaskowy
- Colchicum arenasii Fridl.
- Colchicum asteranthum Vassiliades & K.M.Perss.
- Colchicum atticum Spruner ex Tommas.
- Colchicum autumnale L. – zimowit jesienny
- Colchicum balansae Planch. – zimowit Balansy
- Colchicum baytopiorum C.D.Brickell
- Colchicum bivonae Guss. – zimowit Bivona
- Colchicum boissieri Orph.
- Colchicum bulbocodium Ker Gawl.
- Colchicum burttii Meikle – zimowit Burtta
- Colchicum chalcedonicum Azn. – zimowit nakrapiany
- Colchicum chimonanthum K.Perss.
- Colchicum chlorobasis K.Perss.
- Colchicum cilicicum (Boiss.) Dammer – zimowit cylicyjski
- Colchicum confusum K.Perss.
- Colchicum corsicum Baker – zimowit korsykański
- Colchicum cretense Greuter
- Colchicum crocifolium Boiss.
- Colchicum cupanii Guss.
- Colchicum davisii C.D.Brickell
- Colchicum decaisnei Boiss.
- Colchicum doerfleri Halácsy
- Colchicum dolichantherum K.Perss.
- Colchicum eichleri (Regel) K.Perss.
- Colchicum euboeum (Boiss.) K.Perss.
- Colchicum fasciculare (L.) R.Br.
- Colchicum feinbruniae K.Perss.
- Colchicum figlalii (Varol) Parolly & Eren
- Colchicum filifolium (Cambess.) Stef.
- Colchicum freynii Bornm.
- Colchicum gonarei Camarda
- Colchicum gracile K.Perss.
- Colchicum graecum K.Perss.
- Colchicum greuteri (Gabrieljan) K.Perss.
- Colchicum haynaldii Heuff.
- Colchicum heldreichii K.Perss.
- Colchicum hierosolymitanum Feinbrun
- Colchicum hirsutum Stef.
- Colchicum hungaricum Janka – zimowit węgierski
- Colchicum ignescens K.Perss.
- Colchicum imperatoris-friderici Siehe ex K.Perss.
- Colchicum inundatum K.Perss.
- Colchicum kesselringii Regel – zimowit Kasseleringa
- Colchicum kotschyi Boiss. – zimowit Kotschego
- Colchicum kurdicum (Bornm.) Stef.
- Colchicum laetum Steven – zimowit mleczny
- Colchicum lagotum K.Perss.
- Colchicum leptanthum K.Perss.
- Colchicum lingulatum Boiss. & Spruner
- Colchicum longifolium Castagne
- Colchicum lusitanum Brot.
- Colchicum luteum Baker
- Colchicum macedonicum Kosanin
- Colchicum macrophyllum B.L.Burtt
- Colchicum manissadjianii (Azn.) K.Perss.
- Colchicum micaceum K.Perss.
- Colchicum micranthum Boiss. – zimowit drobnokwiatowy
- Colchicum minutum K.Perss.
- Colchicum mirzoevae (Gabrieljan) K.Perss.
- Colchicum montanum L.
- Colchicum multiflorum Brot.
- Colchicum munzurense K.Perss.
- Colchicum nanum K.Perss.
- Colchicum neapolitanum (Ten.) Ten.
- Colchicum parlatoris Orph.
- Colchicum parnassicum Sart., Orph. & Heldr.
- Colchicum paschei K.Perss.
- Colchicum peloponnesiacum Rech.f. & P.H.Davis
- Colchicum persicum Baker
- Colchicum polyphyllum Boiss. & Heldr.
- Colchicum pulchellum K.Perss.
- Colchicum pusillum Sieber
- Colchicum raddeanum (Regel) K.Perss.
- Colchicum rausii K.Perss.
- Colchicum ritchii R.Br.
- Colchicum robustum (Bunge) Stef.
- Colchicum sanguicolle K.Perss.
- Colchicum schimperi Janka ex Stef.
- Colchicum serpentinum Woronow ex Miscz.
- Colchicum sfikasianum Kit Tan & Iatroú
- Colchicum sieheanum Hausskn. ex Stef.
- Colchicum soboliferum (C.A.Mey.) Stef.
- Colchicum speciosum Steven – zimowit powabny, z. olbrzymi
- Colchicum stevenii Kunth
- Colchicum szovitsii Fisch. & C.A.Mey. – zimowit Szovitsa
- Colchicum trigynum (Steven ex Adam) Stearn
- Colchicum triphyllum Kunze
- Colchicum troodi Kotschy
- Colchicum tunicatum Feinbrun
- Colchicum turcicum Janka – zimowit turecki
- Colchicum tuviae Feinbrun
- Colchicum umbrosum Steven – zimowit cieniolubny
- Colchicum varians (Freyn & Bornm.) Dyer
- Colchicum variegatum L. – zimowit pstry
- Colchicum verlaqueae Fridl.
- Colchicum wendelboi K.Perss.
- Colchicum woronowii Bokeriya
- Colchicum zahnii Heldr.

## Zastosowanie
- Rośliny cenione jako ozdobne.
- Roślina lecznicza – ze względu na zawartość kolchicyny od wieków niektóre gatunki (np. zimowit jesienny) wykorzystywane były w medycynie ludowej przy leczeniu ataków podagry. Uznawany był też za roślinę magiczną, jego bulwy noszone w kieszeni miały zapobiegać bólom zębów i chorobom. Obecnie jest wykorzystywany jako surowiec do otrzymywania kolchicyny, preparatów stosowanych przy atakach skazy moczowej i preparatów cytotoksycznych. Jest rośliną śmiertelnie trującą.

## Zimowit w kulturze
- Zimowity (Les colchiques) są jednym z wierszy Guillaume'a Apollinaire'a z tomu Alkohole. Wiersz był analizowany m.in. przez Claude'a Lévi-Straussa, który wskazywał na symboliczne znaczenie cyklu rozwojowego zimowitów[7].